# Колумбийский хифессобрикон
Колумбийский хифессобрикон (лат. Hyphessobrycon columbianus) — вид рыб из рода хифессобриконы. В дикой природе обитает в бассейне реки Рио-Аканди, на севере Колумбии в департаменте Чоко.

## Описание
Длина тела 7 см. Колючих спинных лучей 2, мягких лучей спинного плавника 9, колючих лучей анального плавника 3, мягких лучей анального плавника 23-24, позвонков 34. Спинные лучи на самом деле представляют собой неразделённые мягкие лучи.
Половозрелые самцы заметно ярче окрашены, имеют более тонкое тело, немного меньше размером и имеют более длинный спинной плавник, чем самки. Центральный зуб во внутреннем челюстном ряду с 5-7 выступами. Выступы во внутреннем челюстном ряду зубов  расположены в прямом ряду. Основной цвет тела серебристый с радужно-синим цветом в верхней части как у самцов, так и у самок. Хвостовой и анальный плавники ярко-кроваво-красные, брюшные плавники варьируются от прозрачного до светло-оранжевого цветов. 15-17 жаберных тычинок. Живут 3-5 лет.

## Ареал
Живёт в речке Аканди на границе Панамы и Колумбии. Живёт в мутной воде с песчанно-гравийным субстратом.

## Содержание
В домашних условиях достигает размера 6,5 см. Температура воды от 24° до 28°C, жесткость от 5° до 15°, и водородный показатель 6,0-7,0. Следует содержать стайкой из 6-8 рыбок. Если содержать 2 рыбы в аквариуме, то они часто будут прятаться в растениях, из-за чего за ними будет трудно наблюдать. Вместе с ними можно содержать других видов мирных рыб, которые имеют сходства в содержании. Несмотря на то, что рыба не является территориальной, может быть агрессивной по отношению к другим видам. Лучше всего содержать с другими харациновыми, и нехищными цихлидами средних размеров. Аквариум должен быть 100×40×50 см, также его надо засадить растениями. В аквариуме также должно быть свободное место для плаванья. Освещение умеренное. 
Являются всеядными рыбами, подойдут сухие и живые корма, замороженные корма и личинки насекомых. Обязательно в рацион рыбок добавлять растительные корма. Рыбы любят откусывать кончики листьев молодых растений, поэтому следует выбирать достаточно жёсткие растения. Должна быть хорошая фильтрация и аэрация воды, и подмен 1/3 от всей воды раз в неделю. Кормить взрослых надо 1-2 раза в день.

### Разведение
Требуется аквариум с минимальным объёмом 15 л. Вода должна быть мягкой, и немного кислой. Температура 26°C. Следует поместить несколько кустиков плавающих растений, и обеспечить мягкий, рассеянный свет. На дне аквариума должны быть несколько укрытий для того, чтобы самка могла спрятаться. На дне также должна быть сепараторная сетка, так как во время нереста яйца разбросаны по всему аквариуму, также взрослые особи любят есть их же икру. 
Икра инкубирается в течение дня, а через 5 дней мальки начнут плавать и питаться. Мальков кормят нематодами и личинками артемий. Самка откладывает до 400 мелких икринок. При обилии корма мальки быстро созревают, созревают в 6-8 месяцев. Кормить мальков следует 4-5 раз в день. После нереста родителей следует отсадить.